# Atomaria soedermani
Atomaria soedermani is een keversoort uit de familie harige schimmelkevers (Cryptophagidae). De wetenschappelijke naam van de soort werd in 1947 gepubliceerd door Sjöberg.